# Ryō Shuhama
Ryō Shuhama (主浜 了, Shuhama Ryō), né le 2 avril 1950 est une personnalité politique japonaise membre du Parti démocrate du Japon, membre de la Chambre des conseillers à la Diète (législature nationale) depuis 2004. Né à Takizawa dans la préfecture d'Iwate et diplômé de l'Université de Hokkaidō, il travaille au gouvernement de la préfecture d'Iwate de 1973 à 2003.